# Beat Crusaders
I Beat Crusaders, spesso reso graficamente BEAT CRUSADERS e abbreviato in BECR, sono un gruppo j-rock giapponese formatosi nel 1997, famoso per aver realizzato Hit in the USA, sigla dell'anime Beck.
Il gruppo è noto per il look sfoggiato in pubblico e durante i live: i loro volti sono coperti da fogli di cartone raffiguranti le loro facce fotocopiate in bianco e nero in bassa qualità. È un ricordo della loro precedente condizione di impiegati in un ufficio ed un espediente per salvaguardare la privacy. Inoltre, se vero che i componenti della band siano tutti giapponesi, tutti i loro testi sono scritti in inglese.

## Storia
Il gruppo è stato fondato nel 1997 in Giappone da Tōru Hidaka, ed è diventato ben presto degno di nota in molte parti del mondo; soprattutto è entrato a far parte della top 10 in patria, coprendo le prime pagine delle riviste rock/punk più famose.
Grazie al primo singolo E.C.D.T e alla pubblicazione dell'album Howling Symphony Of..., diversi mesi dopo la loro formazione, riuscirono ad avere contratti musicali, ben più importanti, fino ad arrivare alla Defstar Records.
Nel 2000 l'album All You Can Eat e il singolo Firestarter riscontrarono parecchio successo, anche se per motivi non noti, una buona parte dei componenti della band nel 2003 lasciarono questo progetto per crearne uno nuovo, ovvero gli Anita Chili Peppers.
Diversi mesi dopo, riformato il gruppo, i BECR, contribuirono alla colonna sonora dell'anime Beck con la canzone Hit in the USA nel 2006, ma anche alla colonna sonora del cartone animato Kappa Mikey con il singolo Hey X2, Look X2 anche conosciuto come Hey Hey Look Look.
Il singolo Winterlog invece è stato utilizzato come opening della serie Hero Tales - Le cronache di Hagun.
Il 30 maggio 2007 è stato realizzato il cd EPopMaking, contenente 19 tracce inedite, e successivamente il 4 giugno 2008, il seguito di questo album chiamato Popdod che contiene 14 tracce, ultimato in 40 giorni di duro lavoro e registrazione in studio.

## Formazione
- To'oru Hidaka (ヒダカトオル?), vero nome Tōru Hidaka (日高 央?) - voce, chitarra
- Tarou Katou (カトウタロウ?), vero nome Tarō Katō (加藤 太朗?) - chitarra
- Masahiko Kubota (クボタマサヒコ?), vero nome Masahiko Kubota (久保田 匡彦?) - basso
- Keitaimo (ケイタイモ?), vero nome Keita Tanabe (田辺 啓太?) - tastiera
- Mashīta (マシータ?), vero nome Hirofumi Yamashita (山下 博史?) - batteria

## Discografia

### Album

#### Album originali
- 10/07/1999 - HOWLING SYMPHONY OF...
- 20/03/2000 - ALL YOU CAN EAT
- 10/05/2001 - FORESIGHTS
- 09/10/2002 - SEXCITE!
- 11/05/2005 - P.O.A. -POP ON ARRIVAL-
- 30/05/2007 - EpopMAKING ~Pop tono sogu~
- 04/06/2008 - popdod

#### Mini-album e split album
- 10/03/2001 - WXY; split album con i CAPTAIN HEDGE HOG
- 25/06/2003 - OZZY!!; split album con gli SK@YMATE'S
- 22/07/2004 - A PopCALYPSE NOW ~Jigoku no POP shiroku~
- 03/05/2006 - BOOOOTSY; split album con i YOUR SONG IS GOOD
- 11/10/2006 - CELL No.9; split album con i TROPICAL GORILLA
- 17/01/2007 - NIGHT ON THE PLANET; split album con gli ASPARAGUS
- 09/09/2009 - PRETTY IN PINK FLAMINGO Soundtrack; live

### Raccolte
- 27/08/2003 - BEST CRUSADERS
- 17/01/2007 - 1999-2003 LASTRUM YEARS CDVD BOX
- 18/02/2009 - VERY BEST CRUSADERS

### Compilation, remix ed altro
- 07/09/2005 - COMPI CRUSADERS '68~'77 vol.37; compilation di brani scelti da To'oru Hidaka
- 07/09/2005 - MUSICRUSADERS; compilation di cover scelte dagli ascoltatori di una trasmissione radiofonica con To'oru Hidaka

### Singoli
- 10/05/1999 - NEVER POP ENOUGH e.p.
- 20/01/2000 - FIRESTARTER
- 20/07/2000 - HANDSOME ACADEMY
- 25/01/2002 - CAPA-CITY
- 01/12/2003 - GIRL FRIDAY
- 21/04/2004 - SENSATION
- 20/10/2004 - Hit in the USA
- 13/04/2005 - FEEL
- 05/04/2006 - DAY AFTER DAY/SOLITAIRE
- 06/09/2006 - Tonight, Tonight, Tonight
- 18/04/2007 - GHOST
- 16/01/2008 - WINTERLONG
- 23/09/2009 - LET IT GO